# Werner Hofmann
Pour les articles homonymes, voir Hofmann.
Werner Hofmann, né le 8 août 1928 à Vienne et mort le 13 mars 2013 à Hambourg, est un historien de l'art autrichien.

## Biographie
Il fut un des derniers représentants de l'École de Vienne d’histoire de l’art avec Aloïs Riegl, Max Dvorak, Julius von Schlosser et Ernst Gombrich.

Il a dirigé le Musée du XXe siècle à Vienne (de 1962 à 1969) puis la Kunsthalle de Hambourg (de 1969 à 1990), dont il fut directeur honoraire. C'est dans cet établissement qu'il organisa un cycle célèbre de neuf expositions sur l'art autour de 1800.
Son intérêt pour l'art classique et romantique ne l’empêcha pas de porter un grand intérêt à l'art moderne (Alexandra Exter, Malewicz) ou l’art contemporain (Beys, Alfred Hrdlicka, Baselitz).
Il fut élu membre de l'Académie des arts de Berlin en 1970.
Au niveau théorique, il a eu une grande influence sur l'histoire de l'art de la seconde moitié du XXe siècle par l'introduction en Allemagne du concept de polyfocalité et son développement ,.
En 1991, Werner Hofmann a reçu à Vienne le prix « Sigmund Freud für wissenschaftlichen Prosa » et en 2008 le prestigieux Aby Warburg Preis.

## Principales publications traduites en français

### Ouvrages
- La caricature de Vinci à Picasso, 1956 (trad. 1958)
- L'Œuvre graphique de Georges Braque, 1961
- Une époque en rupture : 1750–1830, Paris, Gallimard, 1995, 714 p. (ISBN 2-07-011280-2, BNF 35796059), prix Paul-Marmottan 1995
- Une époque de rupture (1750-1830), Gallimard, 1995
- Caspar David Friedrich, trad. de Marianne Dautrey, éditions Hazan, collection "Grandes monographies", 2020, 300 p.  (ISBN 978-2-7541-1199-7)
- Daumier et l'Allemagne, Maison des sciences de l'homme, 2005
- Degas, Hazan, 2007
- Ruptures et dialogues, Maison des sciences de l'homme, 2008
- L'art fantastique, Imprimerie nationale, 2010
- Werner Hofmann, Goya : du ciel à l'enfer en passant par le monde [« Goya: vom Himmel durch die Welt zur Hölle »], Hazan, 1er octobre 2014 (1re éd. 2003)
- L'Atelier de Courbet, préf. Stéphane Guégan, trad. Jean Torrent, Paris, Macula, coll. Vivants piliers, 2018

### Articles
- Avec Éric Darragon, Pierre Georgel, Dario Gamboni et Thomas Gaehtgens, « Vienne, Paris, Hambourg... Werner Hofmann et l’histoire de l’art », Perspective, 3 | 2007, 418-430 [mis en ligne le 31 mars 2018, consulté le 31 janvier 2022. URL : http://journals.openedition.org/perspective/3596 ; DOI : https://doi.org/10.4000/perspective.3596].

## Prix et récompenses
- Prix Aby M. Warburg 2008